# Ermida de São Sebastião (Faro)
A Ermida de São Sebastião é um monumento religioso na cidade de Faro, na região do Algarve, em Portugal. Foi classificada como Monumento de Interesse Público em 2013.

## Descrição
A ermida situa-se no Largo de São Sebastião, nas imediações do Convento de Santo António dos Capuchos.
Apresenta um exterior de linhas simples, com poucos elementos decorativos, destacando-se os portais em cantaria, no estilo barroco. A porta principal apresenta um frontão de forma semicircular, com uma janela em cima. No lado esquerdo da fachada encontra-se uma capela dedicada a Nossa Senhora de Belém, no topo da qual se encontra uma sineira. Estava relacionada com o culto de Nossa Senhora da Natividade, tocando-se os sinos quando se pediam orações pelas mulheres em parto.
Enquanto que o exterior é muito sóbrio, o interior é de grande riqueza em termos de ornamentação, com imaginária, azulejos e retábulos decorados com talha dourada barroca. Na nave destaca-se um lambril de azulejos do século XVII, enquanto que na capela-mor, forrada com azulejos de padrão, realça-se o altar com talha dourada dos princípios do século XVIII, e a imagem do padroeiro. Outro elemento de interesse é uma capela lateral, no estilo manuelino, que terá sido o único elemento sobrevivente da ermida original, e que é dedicada a São Roque. Esta capela está parcialmente forrada por azulejos de padrão do século XVII, e tem uma abóbada de nervuras, e capitéis ornamentados com boleados e cordames.

## História
A ermida foi construída nos finais do século XV ou nos princípios do século XVI, numa zona que se situava fora das muralhas, como era habitual com os santuários dedicados a São Sebastião, por aquele santo ter fama de proteger contra as epidemias.
Em 1516, a ermida passou a ser utilizada por membros de uma comunidade franciscana, que planeavam a instalação de um convento em Faro, e que foi construído nas imediações, conhecido como Convento dos Capuchos. Em 1534, a ermida é mencionada nos registos das visitações da Ordem Militar de Santiago, onde se refere que foi encontrada mais uma capela no seu interior. Em 1596 foi muito danificada pelas forças inglesas de Robert Devereux, 2º Conde de Essex, tendo sido reparada por determinação do bispo D. Fernando Martins de Mascarenhas, que também financiou os trabalhos.
Entre os finais do século XVII e os princípios do século XVIII, foram instalados os azulejos na nave, na capela-mor, e na capela-mor. Em 1720 foi terminado o retábulo-mor. Também no século XVIII, a ermida foi alvo de grandes obras de ampliação, que terão sido coordenadas pelo mestre pedreiro Diogo Tavares. Em 1789, foi construída uma capela lateral, dedicada a Nossa Senhora de Belém. As várias campanhas de obras pelas quais passou a ermida modificaram profundamente a sua estrutura, tendo restado do edifício primitivo apenas uma capela lateral. Foi utilizada como sede por duas confrarias, uma militar de São Roque, e outra dedicada a São Sebastião, que estava ligada à Câmara Municipal de Faro.
Na década de 1940 a ermida passou por obras de restauro por parte da Câmara Municipal, que incluíram a renovação na cantaria do arco triunfal em 1943.
Em 1998 iniciou-se o processo para a classificação da ermida, através de uma proposta da Associação para a Defesa do Património Cultural e Natural do Concelho de Faro, tendo sido oficialmente protegida como Monumento de Interesse Público pela Portaria n.º 202/2013, de 11 de Abril.
Em Agosto de 2023 iniciaram-se trabalhos de restauro no retábulo principal da ermida, realizados pelo Museu Municipal de Faro, e que tinham como finalidade «estabilizar os processos de degradação e perpetuar no tempo os valores patrimoniais do retábulo, uma obra de características barrocas, datada de 1720, ano em que o cabido da Sé avançou com um contributo para essa construção». Esta intervenção integrou-se num programa do museu para a divulgação do património local junto da comunidade, e ao mesmo templo ampliar a oferta turística religiosa.

## Leitura recomendada
- LAMEIRA, Francisco I. C. (1995). Faro Edificações Notáveis. Faro: Câmara Municipal de Faro